# Scotophaeus affinis
Scotophaeus affinis är en spindelart som beskrevs av Lodovico di Caporiacco 1949. Scotophaeus affinis ingår i släktet Scotophaeus och familjen plattbuksspindlar.
Artens utbredningsområde är Kenya. Inga underarter finns listade i Catalogue of Life.